# آخرین مقاومت اصلی ویلسون
آخرین مقاومت اصلی ویلسون (انگلیسی: Major Wilson's Last Stand) فیلمی در ژانر درام و صامت است که در سال ۱۸۹۹ منتشر شد.